# Operacija Samum
Operacija Samum je naziv za tajnu operaciju poljske obavještajne službe UOP u Iraku početkom 1990. godine.

## Operacija
CIA je 1990. zatražila pomoć europskih obavještajnih agencija koje bi im pomogle u povlačenju šestero američkih špijuna (agenti CIA-e i DIA-e). Oni su tamo istraživali kretanja iračke vojske u Iraku prije početka Zaljevskog rata. Neke zemlje poput Rusije, Velike Britanije i Francuske su odbile sudjelovati u tako opasnoj operaciji te je samo Poljska pristala pomoći. Rizik je bio velik jer da su otkriveni, operativci obje zemlje vjerojatno bi bili ubijeni.
Poljska je imala veze s Irakom jer su ondje radile mnoge poljske građevinske tvrtke koje su gradile diljem zemlje. Kao zapovjednika cijele operacije, poljski ministar vanjskih poslova imenovao je Gromosława Czempińskog. Ironično, Czempiński je prethodno bio špijun u SAD-u te je vodio ili bio dijelom mnogih operacija protiv zapadnih obavještajnih službi. Glavni plan bio je stupiti u kontakt sa skrivenim američkim kolegama te im dati poljske putovnice kako bi autobusom pobjegli iz zemlje zajedno s poljskim i ruskim radnicima.
Šestorica agenata su se skrivali u Bagdadu i Kuvajtu nekoliko tjedana prije nego što je operacija provedena. Sama Operacija Samum je postala teška jer je iračka strana počela sumnjati u američko-poljsku suradnju. Nakon što ih je služba UOP pronašla, Amerikanci su dobili utočište u poljskom građevinskom kampu a zatim su s lažnim putovnicama pobjegli izbjegličkim autobusom. Prilikom dolaska autobusa na punkt, jedan irački pogranični policajac koji je studirao u Poljskoj, upitao je jednog američkog obavještajca nešto na poljskom jeziku. Budući da špijun nije znao jezik, pretvarao se da je pijan kako bi izbjegao odgovor. Postoji i druga verzija koja govori da se operativac onesvjestio nakon postavljenog pitanja. Ipak, američki agenti su sigurno napustili Irak te su prebačeni u Tursku. Završetkom operacije, obavještajci obiju zemalja vratili su se u svoje domovine. Informacije o ovoj operaciji su prvi put otkrivene 1995. godine kada je o njoj pisao Washington Post.
Uspjeh Operacije Samum je osim spašavanja života agenata tim veći jer su spašene i detaljne karte različitih vojnih postrojenja i ključnih točaka u iračkom glavnom gradu Bagdadu. One su se kasnije pokazale presudnima u Operaciji Pustinjska oluja.
Kao nagradu, američka Vlada je obećala prepoloviti poljski vanjski dug koji je iznosio 16,5 milijardi USD.
Poljska tajna služba je kasnije izvela još najmanje dvije slične operacije u kojima je pomogla u bijegu 15 stranaca iz Iraka, uglavnom britanskih državljana koje je Saddam Hussein koristio kao ljudski štit u kampanji kojom je nastojao odvratiti savezničku invaziju.
Poljski redatelj Władysław Pasikowski je 1999. godine snimio istoimeni film Operacija Samum koji je postao prvi poljski film kojeg je sufinancirao Warner Bros. i treći kojeg je financirao HBO.

## Vanjske poveznice
- Operacja Samum (Western Iraq 1990)  Arhivirana inačica izvorne stranice od 13. studenoga 2007. (Wayback Machine)